# Josef Vašíček
Josef Vašíček (pronuncia ˈjosɛf ˈvɑʃiːtʃɛk; Havlíčkův Brod, 12 settembre 1980 – Jaroslavl', 7 settembre 2011) è stato un hockeista su ghiaccio ceco, scomparso nell'incidente aereo che ha coinvolto la Lokomotiv Jaroslavl', squadra della Kontinental Hockey League.
Fu 91ª scelta assoluta (quarto giro) dei Carolina Hurricanes nel Draft NHL del 1998.

## Palmarès
- 1997-1998:
  - Campione con la rappresentativa U20 della Repubblica Ceca
- 1999-2000:
  - Medaglia d'oro ai mondiali U20
- 2004-2005:
  - Medaglia d'oro ai mondiali di Austria 2005
- 2005-2006:
  - Vincitore della Stanley Cup nella NHL
- 2009-2010:
  - KHL All-Star Game
  - KHL miglior Plus/minus nei playoff (+15)
- 2010-2011:
  - KHL All-Star Game
  - KHL maggior numero di assist nei playoff (15)
  - KHL maggior numero di punti nei playoff (22)